# Redueña
Redueña est une commune de la Communauté de Madrid, en Espagne.

## Géographie

### Localisation

Localisation de Redueña sur la carte de la Communauté de Madrid

La commune se trouve à 55 km au nord-est de Madrid dans le bassin de la rivière Jarama. Elle appartient à la comarque informelle de la Sierra Norte, située à l'extrême Nord de la Communauté de Madrid.

#### Communes limitrophes
| La Cabrera              | La Cabrera | Torrelaguna |
| Cabanillas de la Sierra | Redueña    | Torrelaguna |
| Venturada               | El Vellón  | El Vellón   |

### Géologie et relief
Redueña est implantée sur le versant Sud du système central, une chaîne de montagnes qui marque la séparation entre les parties Nord et Sud du haut-plateau de la Meseta. Plus précisément, elle est située sur les contreforts Sud de la sierra de La Cabrera, un éperon rocheux faisant partie de la sierra de Guadarrama.
Le noyau urbanisé est construit entre le ravin "del Chorrillo" et celui "del Moral" et se trouve à l'extrémité d'un cône de déjection s'orientant vers l'ouest et la vallée de la rivière Jarama. D'un point de vue géomorphologique, cette dépression centrale orientée Nord-Ouest - Sud-Est est appelée "fosse de Redueña" ou "fosse de Torrelaguna - Redueña" et constitue le prolongement de la "fosse de Guadalix - Venturada". On trouve autour du ruisseau de las Huertas des alluvions datant de l'Holocène puis, plus haut, une terrasse alluviale du Pléistocène supérieur et, enfin, le cône de déjection du Pléistocène moyen.
Au nord et au sud s'élèvent des coteaux d'une altitude allant de 800 m à 1000 m. Au nord, on trouve des affleurements de roches et de graviers remontant au Paléogène puis au Néogène à des altitudes plus élevées. Au sud, il s'agit de dolomies remontant au Crétacé.

### Hydrographie
Le ruisseau de las Huertas, anciennement appelé ruisseau de Santa Lucia du nom de la sainte patronne du village, est le seul cours d'eau qui traverse la commune avant de rejoindre le ruisseau de San Vicente, sur le territoire de Torrelaguna. Il devait certainement par le passé avoir un débit plus important, mais il est de nos jours régulièrement asséché au cours de l'année.
Par ailleurs, Redueña est traversée du Nord au Sud par le haut canal d'Isabel II, dont le tracé est principalement enfoui. Il assure l'alimentation en eau de la commune dont la consommation était en 2014 de 74,26 m³ par habitant et par an.
Une petite station d'épuration des eaux résiduelles fut construite en 1986 sur le cours du ruisseau de las Huertas. Station expérimentale, le "filtre vert de Redueña" conjugue l'action du sol, de plantes et de micro-organismes. Elle a une grande valeur éducative pour les professionnels des sciences environnementales, les décideurs locaux et les habitants.

### Climat
Le climat de Redueña est de type méso-méditerranéen avec des étés chauds et secs et des hivers assez froids et relativement humides. La station météorologique la plus proche est située à 19 km, sur la commune de Colmenar Viejo.
| Mois                              | jan. | fév. | mars | avril | mai | juin | jui. | août | sep. | oct. | nov. | déc. | année |
| --------------------------------- | ---- | ---- | ---- | ----- | --- | ---- | ---- | ---- | ---- | ---- | ---- | ---- | ----- |
| Température minimale moyenne (°C) | 1,6  | 2,5  | 4,7  | 5,7   | 9,6 | 14,1 | 17,4 | 17,6 | 13,8 | 9,4  | 4,9  | 2,5  | 8,6   |
| Température maximale moyenne (°C) | 8    | 10   | 13,9 | 15,2  | 20  | 26   | 30   | 29,7 | 24,3 | 17,4 | 11,7 | 8,7  | 17,9  |
| Précipitations (mm)               | 52   | 41   | 36   | 52    | 57  | 28   | 14   | 16   | 36   | 76   | 78   | 68   | 537   |
| Humidité relative (%)             | 77   | 70   | 61   | 60    | 58  | 48   | 40   | 42   | 54   | 70   | 75   | 78   | 61    |

### Voies de communication et transports

#### Réseau routier
La commune bénéficie de la proximité de l'autoroute A-1 qui permet d'atteindre en approximativement 45 minutes le centre de Madrid. Elle est traversée d'Ouest en Est par les derniers kilomètres de la route nationale N-320 qui la relie également en 45 minutes à la capitale provinciale de Guadalajara. Cet axe structurant permet de rejoindre les communes voisines, le relief escarpé au nord et au sud de la commune ne permettant pas de liaisons routières. La route locale M-911 le relie au centre-ville et se prolonge au nord-ouest jusqu'à Cabanillas de la Sierra. Enfin, la commune est traversée d'Ouest en Est sur les coteaux au nord du bourg par les chemins de service du haut canal d'Isabel II.

#### Transports en commun
Redueña est desservie par deux lignes de bus interurbaines gérées par le Consortium régional de transports de Madrid. Une à deux fois par jour, la ligne 197 (Madrid (Plaza de Castilla) - Torrelaguna / Uceda) permet de rejoindre ou de venir de la capitale en passant en partie par la province de Guadalajara. La ligne 197C (Torrelaguna - Cabanillas - Valdemanco) effectue 3 à 4 arrêts par jour de semaine afin de relier des communes avoisinantes.
Par ailleurs, la Mancomunidad du Haut Jarama propose à raison de deux à quatre passages par jour un service de transports en bus entre Redueña, Torrelaguna, Torremocha de Jarama, Patones et El Altazar.

## Urbanisme

### Morphologie urbaine
Le bourg-centre est organisé autour du cœur historique du village et se prolonge par deux ensembles de constructions plus récentes : "las tres casas" à l'est et "los cardosos" au nord. La très grande majorité du territoire communal n'est pas urbanisée.
| Type d'occupation              | Pourcentage | Superficie (en hectares) |
| ------------------------------ | ----------- | ------------------------ |
| Espace urbain construit        | 1,46 %      | 18,98                    |
| Espace urbain non construit    | 3,17 %      | 41,26                    |
| Espace non urbanisable protégé | 95,37 %     | 1243,04                  |

### Logement
En 2011, le nombre total de logements sur la commune était de 255, dont 52,94 % de résidences principales, 35,29 % de résidences secondaires et 11,77 % de logements vacants.

## Toponymie
Deux explications sont souvent attribuées à l'origine du nom de Redueña,. Elles ont toutes deux à voir avec la coexistence sur le territoire de la commune, probablement vers la fin du XVe ou le début du XVIe siècle, de cabanes de bergers ségoviens et d'une riche propriétaire ("dueña" en espagnol). Les cabanes étant situées près du ruisseau de las Huertas, le village aurait été désigné dans la région comme celui "à côté du ruisseau de la propriétaire" ("junto al río de la dueña"). Mais, selon plus de vraisemblance, la propriétaire aurait porté litige et obtenu le paiement d'une redevance pour l'occupation et l'utilisation des terres. Apprenant le verdict, elle se serait exclamée : "Si auparavant j'étais propriétaire, à présent je le suis doublement !" ("¡Si antes era dueña, ahora soy redueña¡").

## Histoire

### Zone archéologique
Une résolution du 29 décembre 1989 reconnaît la zone archéologique de Redueña comme Bien d'intérêt culturel. Elle s'étend sur une bande traversant d'est en ouest le territoire communal, la route N-320 correspondant à sa limite Sud (sauf au niveau du kilomètre 4,5, où elle s'étend de 250 mètres plus au sud) et le cimetière communal sa limite Nord. Cette zone archéologique suit plus ou moins le cours du ruisseau de las Huertas autour duquel a été retrouvé la majorité du matériel archéologique, en particulier sur sa rive gauche. Elle couvre une surface totale de 388,5 hectares soit 29,8 % de la superficie de la commune.

### Préhistoire
Les premières traces d'occupations humaines à Redueña remontent au Paléolithique inférieur, et plus précisément à l'Acheuléen moyen, soit entre 800 000 et 600 000 ans avant notre ère. L'industrie lithique du Haut Jarama semble en effet avoir été relativement importante durant cette période, et suggère l'existence de campements autour des deux principaux affluents de la rivière Jarama dans cette région : les ruisseaux de las Huertas et de San Vicente d'une part, et la rivière Lozoya un peu plus au nord d'autre part.
Le débit du ruisseau de las Huertas était plus important à cette époque, aussi l'ensemble industriel était-il situé sur le cône de déjection entre le bourg actuel et le cours d'eau. Plusieurs bifaces et hachereaux ont ainsi été mis au jour, mais aussi des éclats, parfois retouchés, et quelques nucléus, en grande majorité travaillés à partir de la quartzite. Leurs caractéristiques, et notamment la prédominance d'outils usés et refaçonnés, permettent de penser que le campement de Redueña fut relativement éloigné des zones de peuplement plus denses, qui devaient se trouver plus à proximité de la rivière Jarama.

### Antiquité
De l'époque celtibère, des traces d'une place fortifiée et de cinq cabanes situées en face de celle-ci ont été retrouvées, attestant d'une occupation du territoire de Redueña par les Carpétans aux IIe et Ier siècles avant J.-C. Les cabanes, le plus souvent rectangulaires, avaient certainement en partie pour fonction le stockage des outils agricoles. Par ailleurs, un collier et une fibule ont également été mis au jour. Cet établissement au sein d'une enclave naturelle conforte l'observation selon laquelle les Carpétans s'installaient sur des zones surélevées et facilement défendables.

## Politique et administration

### Administration municipale
Le conseil municipal de la commune est composé de sept conseillers. Au cours du mandat municipal 2015-2019, la maire María De Las Mercedes Pérez González est entourée d'un maire adjoint et de trois conseillers municipaux de la majorité issue du Parti populaire auxquels ont été confiées des délégations.
| Résultats des élections municipales du 24 mai 2015 à Redueña     | Résultats des élections municipales du 24 mai 2015 à Redueña | Résultats des élections municipales du 24 mai 2015 à Redueña | Résultats des élections municipales du 24 mai 2015 à Redueña | Résultats des élections municipales du 24 mai 2015 à Redueña |
| ---------------------------------------------------------------- | ------------------------------------------------------------ | ------------------------------------------------------------ | ------------------------------------------------------------ | ------------------------------------------------------------ |
| Liste / Parti politique                                          | Liste / Parti politique                                      | Votes                                                        | Votes                                                        | Conseillers                                                  |
| Parti populaire (PP)                                             |                                                              | 101                                                          | 61,59 %                                                      | 5                                                            |
| Parti socialiste ouvrier espagnol (PSOE)                         |                                                              | 50                                                           | 30,49 %                                                      | 2                                                            |
| Gauche unie - Les Verts (IUCM-LV-GANEMOS LA COMUNIDAD DE MADRID) |                                                              | 7                                                            | 4,27 %                                                       | 0                                                            |

### Liste des maires
| Période                                  | Période                     | Identité                             | Étiquette | Qualité |
| ---------------------------------------- | --------------------------- | ------------------------------------ | --------- | ------- |
| Les données manquantes sont à compléter. |                             |                                      |           |         |
| 2007                                     | 2011                        | Álvaro López Serrano                 | PSOE      |         |
| 2011                                     | En cours (au 14 avril 2016) | María De Las Mercedes Pérez González | PP        |         |

### Rattachements administratifs
La commune est membre de trois "mancomunidades" :
- Mancomunidad du Haut Jarama avec les communes de El Atazar, Patones et Torremocha de Jarama. Elle œuvre dans un grand nombre de domaines comme le développement économique, les transports, le tourisme ou la protection de l'environnement.
- Mancomunidad de Services sociaux de la Sierra Norte de Madrid (42 communes au total).
- Mancomunidad de Services culturels de la Sierra Norte de Madrid (40 communes au total).

## Population et société

### Démographie
Les habitants de Redueña sont appelés les "Cigüeños", dénomination qui découle du mot espagnol "cigüeña" (cigogne). Selon une première interprétation, elle aurait été adoptée le jour où une couleuvre tomba du bec d'une cigogne alors que le pasteur du village célébrait une messe. Une autre origine pourrait être liée à la localisation de la commune, à l'écart des points de passage. Ses habitants y seraient cachés comme dans un nid de cigogne.
| 1900 | 1910 | 1920 | 1930 | 1940 | 1950 | 1960 | 1970 | 1981 | 1991 | 1996 | 1998 | 1999 | 2000 | 2001 | 2002 |
| ---- | ---- | ---- | ---- | ---- | ---- | ---- | ---- | ---- | ---- | ---- | ---- | ---- | ---- | ---- | ---- |
| 115  | 201  | 130  | 129  | 138  | 143  | 116  | 96   | 89   | 144  | 163  | 159  | 158  | 179  | 188  | 193  |
| 2003 | 2004 | 2005 | 2006 | 2007 | 2008 | 2009 | 2010 | 2011 | 2012 | 2013 | 2014 | 2015 |      |      |      |
| 218  | 221  | 219  | 229  | 263  | 266  | 279  | 278  | 282  | 291  | 284  | 281  | 259  |      |      |      |

La part de personnes de moins de 15 ans est légèrement supérieure à Redueña que dans l'ensemble de la Communauté de Madrid, tout comme celle des plus de 65 ans. La première est même passée de 14,11 % en 1996 à 16,73 % en 2014, la seconde ayant quant à elle stagnée autour de 19% dans la même période.